# 漢 (劉永)

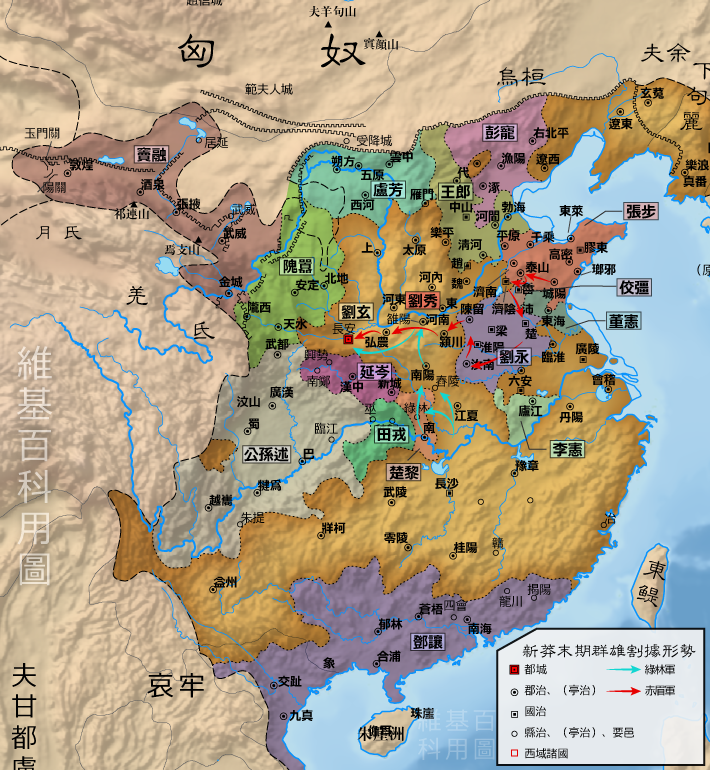
新莽末期群雄割据形势

汉（25年—29年），东汉初年刘永建立的政权。
刘永之父刘立原是西汉的梁王，被王莽逼迫自杀。更始帝刘玄即位后，封刘永为梁王。25年，刘玄被赤眉军所灭，刘永自称皇帝，占据豫州、兖州、青州、徐州，为东方一支比较大的势力，都睢阳，张步、董宪都依附于刘永。27年，东汉光武帝刘秀攻克睢阳，刘永兵败被杀，部将拥立其子劉紆在郯城称帝，29年，郯城被东汉攻克，劉紆被杀，梁王政权被东汉终结。

## 君主
| 稱号 | 封号 | 姓名 | 在位時間   |
| ---- | ---- | ---- | ---------- |
| 天子 | 梁王 | 劉永 | 25年－27年 |
| 天子 | 梁王 | 劉紆 | 27年－29年 |